# Седийо, Луи-Пьер-Эжен
Луи-Пьер-Эжен Амели Седийо (фр. Louis-Pierre-Eugène Amélie Sédillot; 23 июня 1808, Париж — 2 декабря 1875, Париж) — французский историк математики и астрономии, который специализировался на эпохе исламского средневековья. Он продолжил работу своего отца Жан Жака Эммануэля Седийо и под его руководством изучал математику и восточные языки.
Его отец работал вместе с Деламбром и Лапласом. Его старший брат, Шарль-Эммануэль Седийо, стал известным хирургом. Луи-Пьер-Эжен также проявил предрасположенность к научному труду. Он начал свою карьеру в качестве учителя истории и преподавал в различных парижских школах (Коллеж Анри IV, Коллеж Сен-Луи), прежде чем стать секретарем Коллеж де Франс и Школы восточных языков в 1832 году.
Он продолжил работу своего отца и, как и тот, пытался доказать независимость и особую оригинальность арабской математики и астрономии, что в то время оспаривалось. Когда конфликт в Парижской академии наук вновь разгорелся в 1862 году, его поддержал Мишель Шаль, а на противоположной стороне были Жан-Батист Био и его преемник Жозеф Бертран, которые, впрочем, не специализировались на истории науки средневековья.